# Варолијев мост
Варолијев мост (мождани мост) повезује продужену мождину и средњи мозак. Варолијев мост са продуженом мождином и средњим мозгом гради мождано стабло. Варолијев мост има улогу у одржавању равнотеже и положаја главе и тела у простору пошто прима импулсе са 
рецептора апарата за одржавање равнотеже унутрашњег уха. Такође мождани мост усклађује мимику лица, прима болне надражаје из коже лица, уха и зуба, садржи центре за жвакање, сисање, као и центре одбрамбених рефлекса сузења и трептања. Такође у Варолијевом мосту се налази и центар који прекида спонтан удисај и тиме регулише фреквенцу дисања. Добио је назив по италијанском лекару Констанцу Варолију (1543-1575), који га је први описао.